# Syngamia nebulosalis
Syngamia nebulosalis là một loài bướm đêm trong họ Crambidae.